# Église Notre-Dame-des-Labours de Norrey-en-Bessin
Pour les articles homonymes, voir Église Notre-Dame.
L'église Notre-Dame-des-Labours est une église catholique située à Saint-Manvieu-Norrey, en France.

## Localisation
L'église est située dans le département français du Calvados, sur la commune de Saint-Manvieu-Norrey, sur le territoire de l'ancienne commune de Norrey-en-Bessin.

## Historique
L'édifice est classé au titre des monuments historiques en 1840.

## Architecture

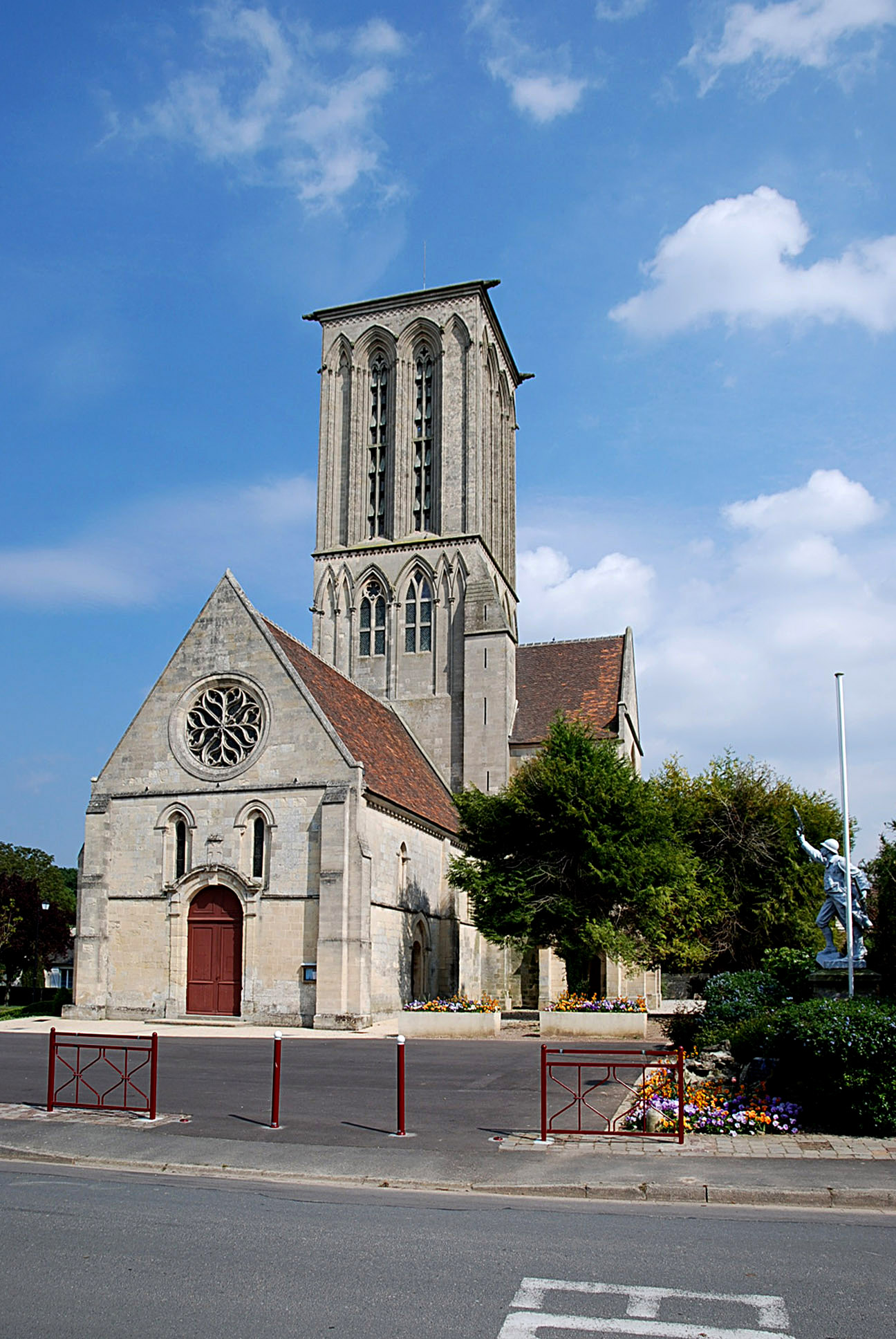
L’église Notre-Dame-des-Labours.
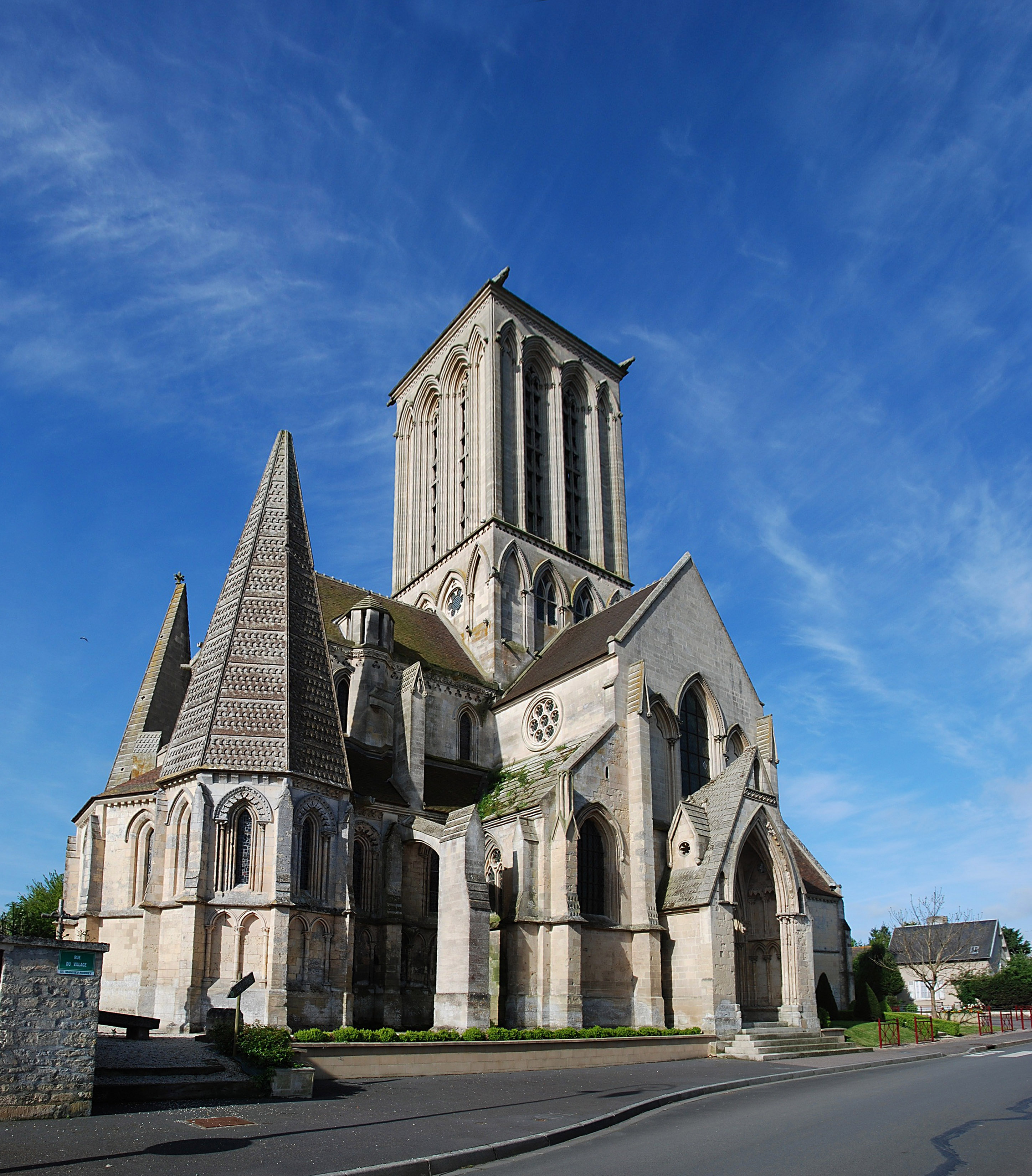
L’église Notre-Dame-des-Labours.
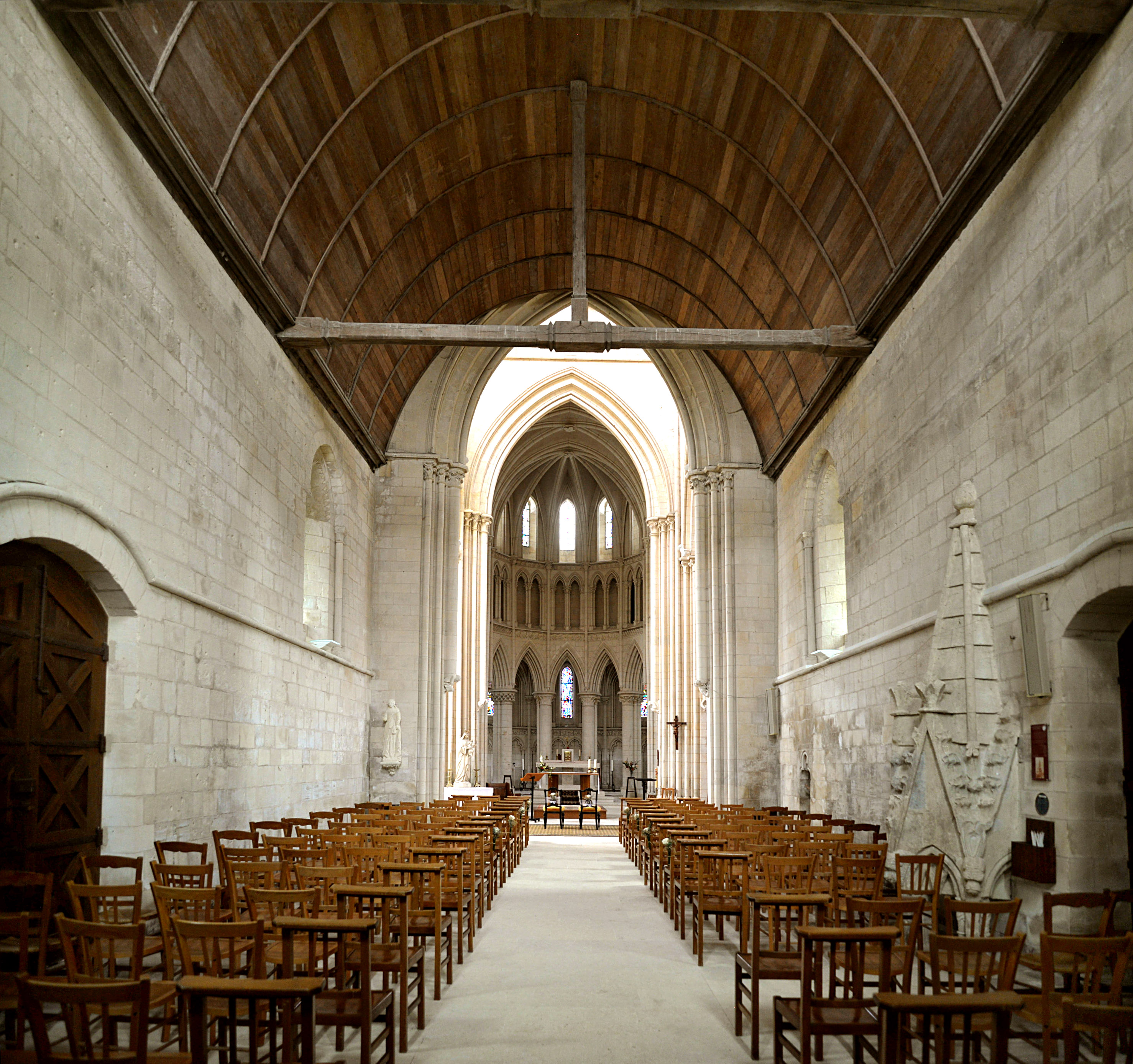
La nef de l’église Notre-Dame-des-Labours.
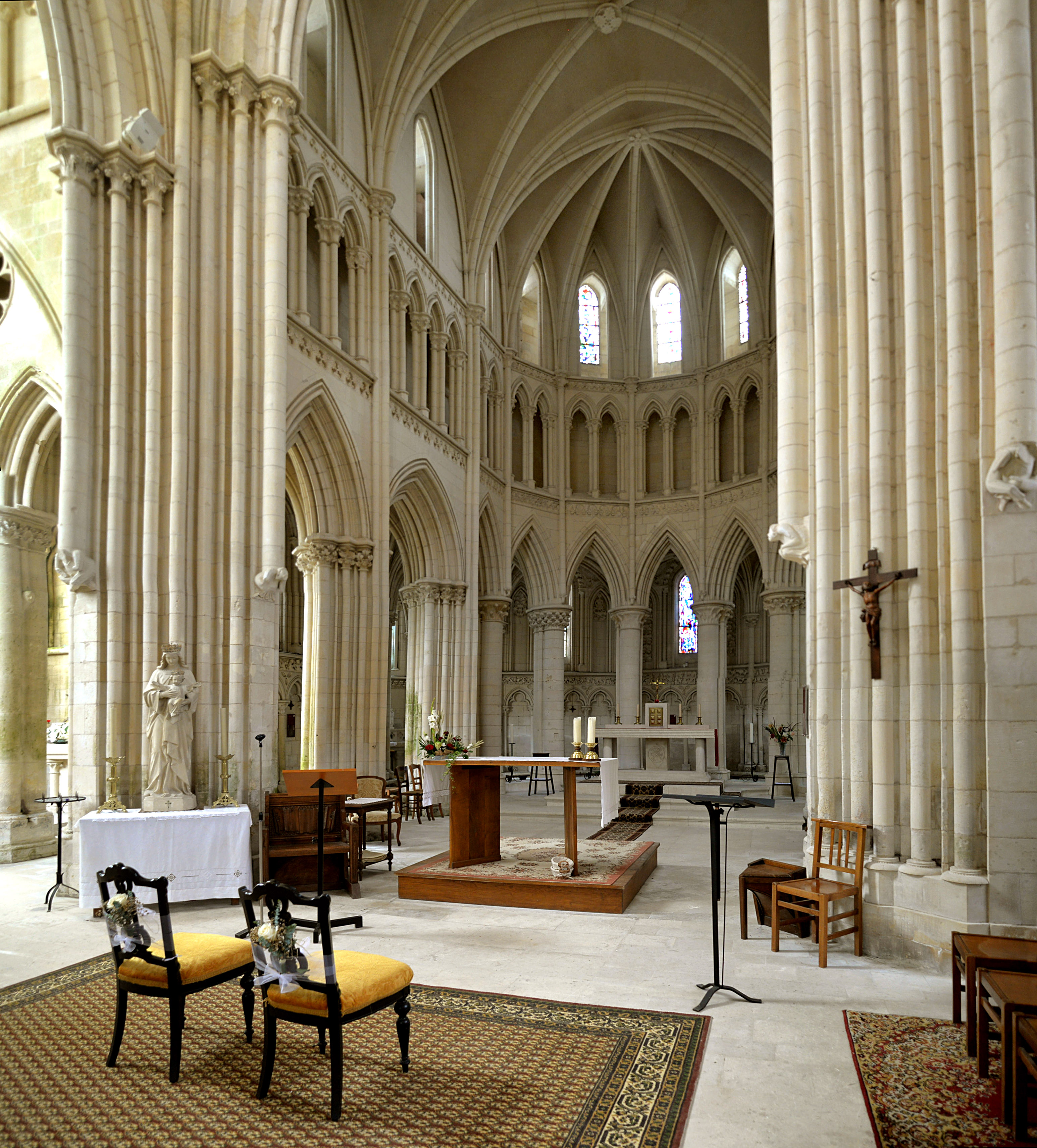
Le chœur de l’église Notre-Dame-des-Labours.
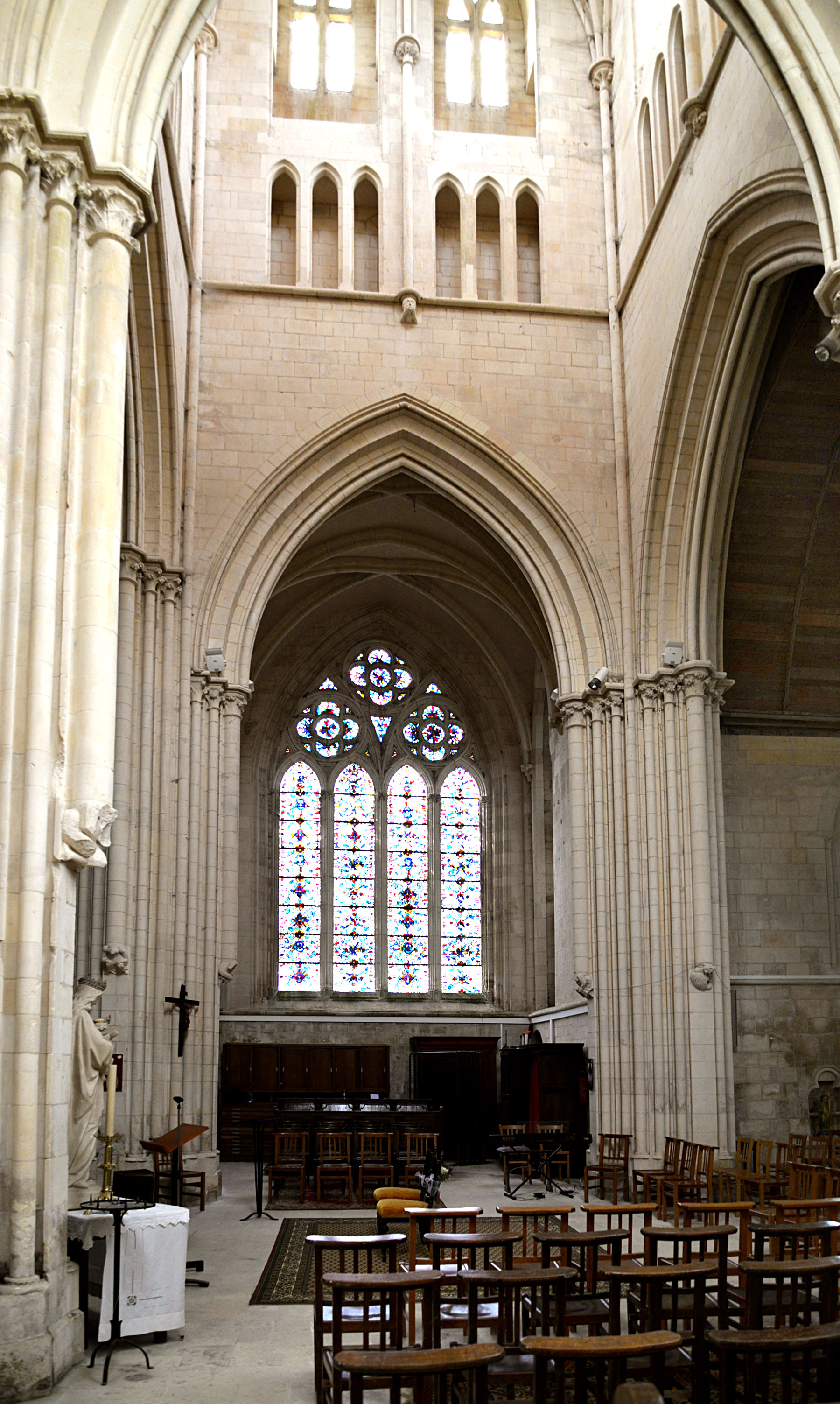
Le transept sud de l’église Notre-Dame-des-Labours.
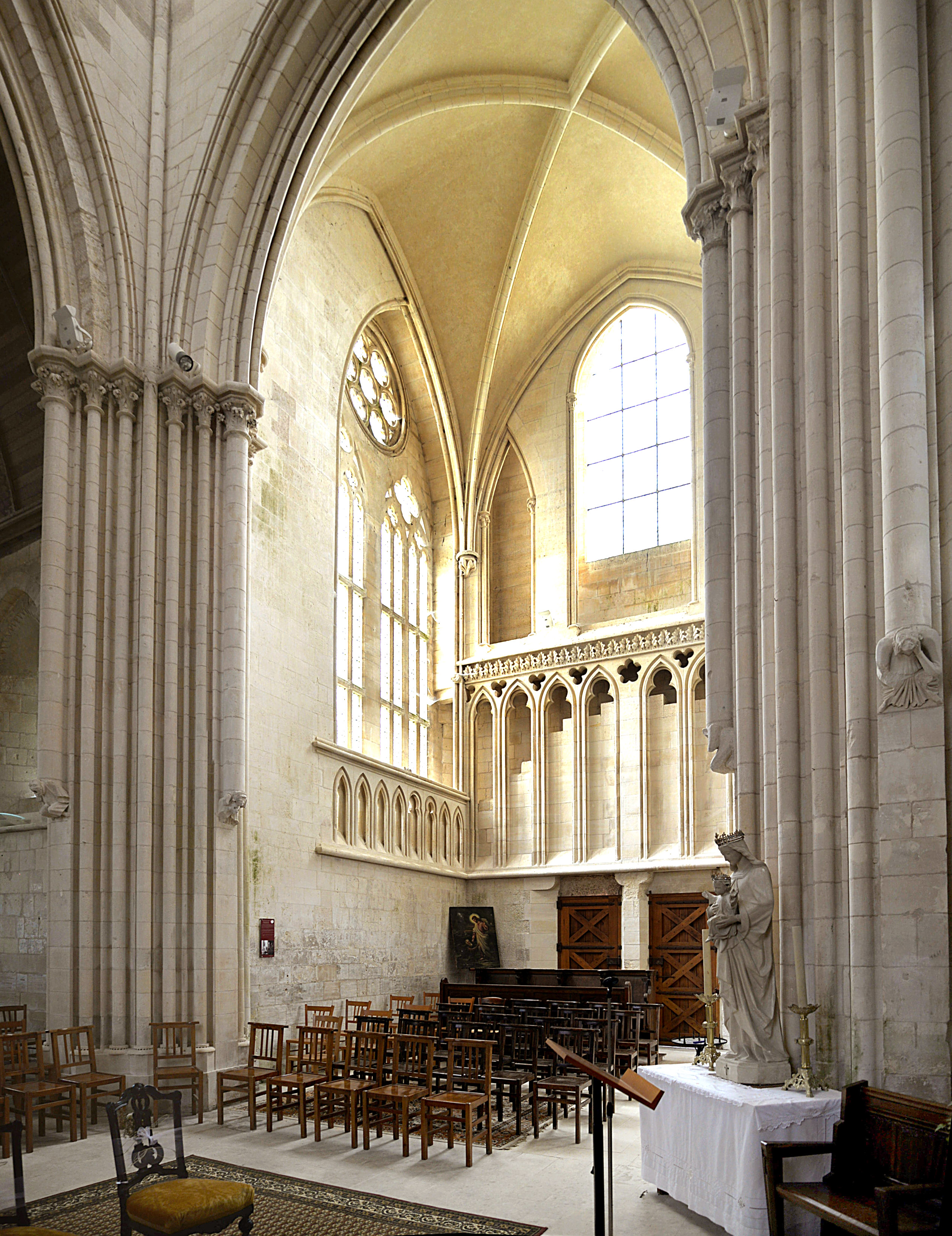
Le transept nord de l’église Notre-Dame-des-Labours.